# Alexander Ivanov (chanteur)
Pour les articles homonymes, voir Aleksandr Ivanov et Ivanov.
Alexander Ivanov, (russe : Александр Иванов; biélorusse : Аляксандр Іваноў), connu sous le pseudonyme d'Ivan, né le 24 octobre 1994, est un chanteur biélorusse de Russie. 
Le 22 janvier 2016, il remporte la finale nationale biélorusse "Eurofest 2016" et représente la Biélorussie au Concours Eurovision de la chanson 2016, à Stockholm avec la chanson Help You Fly mais n'est pas qualifié pour la finale, le 14 mai.